# Liste der Biografien/Bj
Liste der Biografien |
Portal Biografien |
Personensuche
# |
A |
B |
C |
D |
E |
F |
G |
H |
I |
J |
K |
L |
M |
N |
O |
P |
Q |
R |
S |
T |
U |
V |
W |
X |
Y |
Z |
?
 
Ba |
Be |
Bd |
Bg |
Bh |
Bi |
Bj |
Bl |
Bm |
Bn |
Bo |
Br |
Bs |
Bu |
Bw |
By |
Bz
Die Liste der Biografien führt alle Personen auf, die in der deutschsprachigen Wikipedia einen Artikel haben. Dieses ist eine Teilliste mit 329 Einträgen von Personen, deren Namen mit den Buchstaben „Bj“ beginnt.

## Bj
- BJ the Chicago Kid (* 1984), US-amerikanischer R&B-Musiker

### Bja
- Bjaaland, Olav (1873–1961), norwegischer Skisportler und PolarforscherOlav Bjaaland (1873–1961)

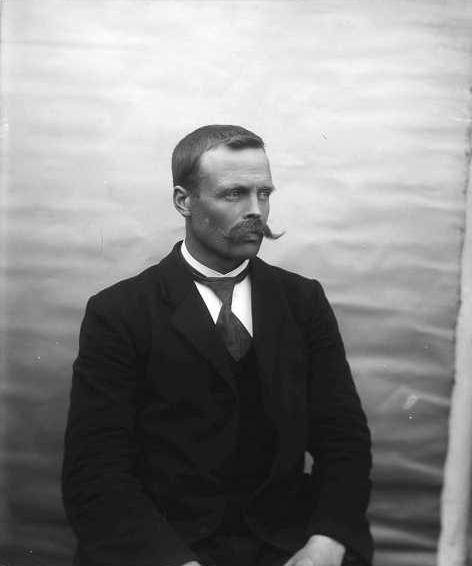
Olav Bjaaland (1873–1961)

- Bjabenin, Aleh (1974–2010), belarussischer Journalist
- Bjakin, Ilja Wladimirowitsch (* 1963), russischer Eishockeyspieler und -trainer
- Bjakow, Dmitri (* 1978), kasachischer Fußballspieler
- Bjakow, Iwan Iwanowitsch (1944–2009), sowjetischer Biathlet
- Bjalassin, Jauhen (1954–2022), belarussischer Germanist, Übersetzer und Journalist
- Bjaljazki, Ales (* 1962), belarussischer Menschenrechtler
- Bjalkewitsch, Waljanzin (1973–2014), belarussischer Fußballspieler
- Bjällö, Petter (* 1975), schwedischer Musicaldarsteller im deutschsprachigen Raum
- Bjalou, Jury (* 1981), belarussischer Kugelstoßer
- Bjalynizki-Birulja, Alexei Andrejewitsch (1864–1937), russischer Zoologe, Arachnologe und Paläontologe
- Bjalynizki-Birulja, Witold Kaetanowitsch (1872–1957), belarussischer Maler
- Bjambaa, Galsangiin (* 1938), mongolischer Bogenschütze
- Bjambadordsch, Boldyn (* 1991), mongolischer Skilangläufer
- Bjambadschaw, Tseweenrawdangiin (* 1990), mongolischer Leichtathlet
- Bjambasüren, Daschiin (* 1942), mongolischer Politiker, Premierminister der Mongolei
- Bjambasüren, Njamtserengiin (* 1954), mongolischer Bogenschütze
- Bjånesøy, Melissa (* 1992), norwegische Fußballspielerin
- Bjarkey Olsen Gunnarsdóttir (* 1965), isländische Politikerin (Links-Grüne Bewegung)
- Bjarki Jóhannesson (* 1996), isländischer Eishockeyspieler
- Bjarki Már Elísson (* 1990), isländischer Handballspieler
- Bjarki Már Gunnarsson (* 1988), isländischer Handballspieler
- Bjarki Sigurðsson (* 1967), isländischer Handballspieler und -trainer
- Bjarmann, Torgeir (* 1968), norwegischer Fußballspieler und -manager
- Bjarne Erlingsson († 1313), norwegischer Adliger, Mitglied des Königlichen Rates
- Bjarnhof, Hannah (1928–2002), dänische Schauspielerin
- Bjarni Benediktsson (1908–1970), isländischer Politiker
- Bjarni Benediktsson (* 1970), isländischer PolitikerBjarni Benediktsson (* 1970)

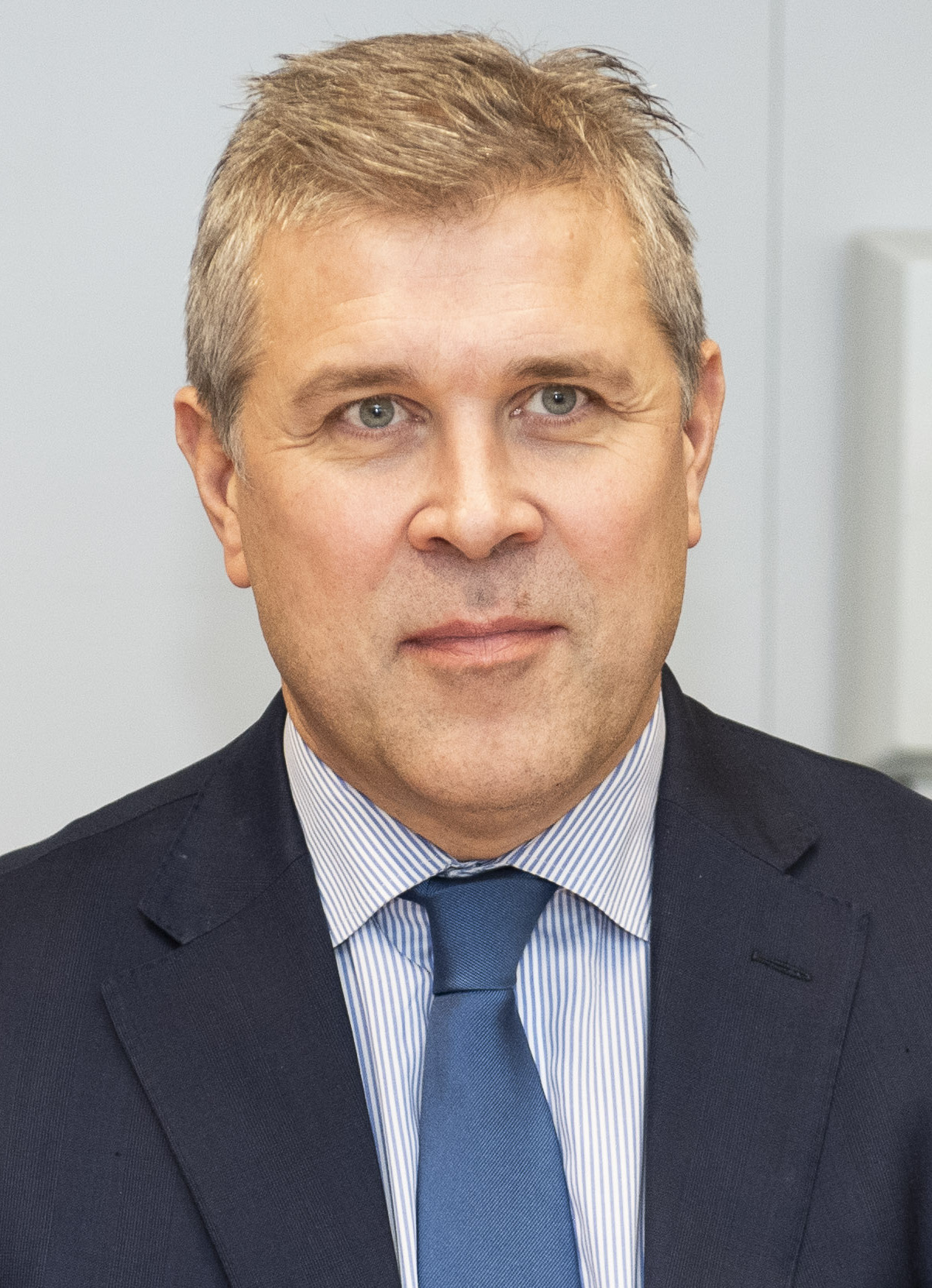
Bjarni Benediktsson (* 1970)

- Bjarni Benediktsson frá Hofteigi (1922–1968), isländischer Schriftsteller und Literaturkritiker
- Bjarni Bjarnason (* 1965), isländischer Autor
- Bjarni Friðriksson (* 1956), isländischer Judoka
- Bjarni Fritzson (* 1980), isländischer Handballspieler
- Bjarni Guðjónsson (* 1979), isländischer Fußballspieler
- Bjarni Herjólfsson, Seefahrer und möglicher Entdecker Amerikas
- Bjarni Pálsson (1719–1779), isländischer Arzt und Aufklärer
- Bjarni Viðarsson (* 1988), isländischer Fußballspieler
- Bjärsmyr, Mattias (* 1986), schwedischer Fußballspieler
- Bjartalíð, Hanni (* 1968), färöischer Maler
- Bjartalíð, Jóna (* 1985), färöische Fußballspielerin
- Bjartalíð, Vivian (* 1979), dänische Fußballspielerin
- Bjartveit, Eleonore (1924–2002), norwegische Politikerin

### Bje
- Bjedov, Đurđica (* 1947), jugoslawische Schwimmerin
- Bjelac, Predrag (* 1962), serbischer Film- und Theaterschauspieler
- Bjelanović, Saša (* 1979), kroatischer Fußballspieler
- Bjelanow, Ihor (* 1960), sowjetischer und ukrainischer FußballspielerIhor Bjelanow (* 1960)

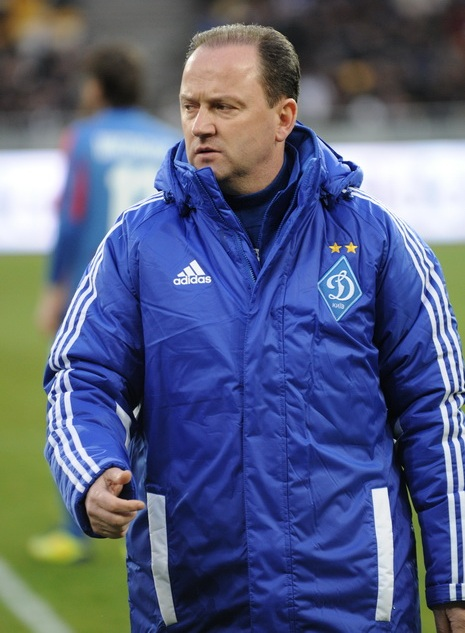
Ihor Bjelanow (* 1960)

- Bjelde, Thea (* 2000), norwegische Fußballspielerin
- Bjelfvenstam, Björn (* 1929), schwedischer Schauspieler
- Bjelica, Ana (* 1992), serbische Volleyballspielerin
- Bjelica, Milko (* 1984), montenegrinischer Basketballspieler
- Bjelica, Nemanja (* 1988), serbischer Basketballspieler
- Bjelica, Nenad (* 1971), kroatischer Fußballspieler und -trainerNenad Bjelica (* 1971)

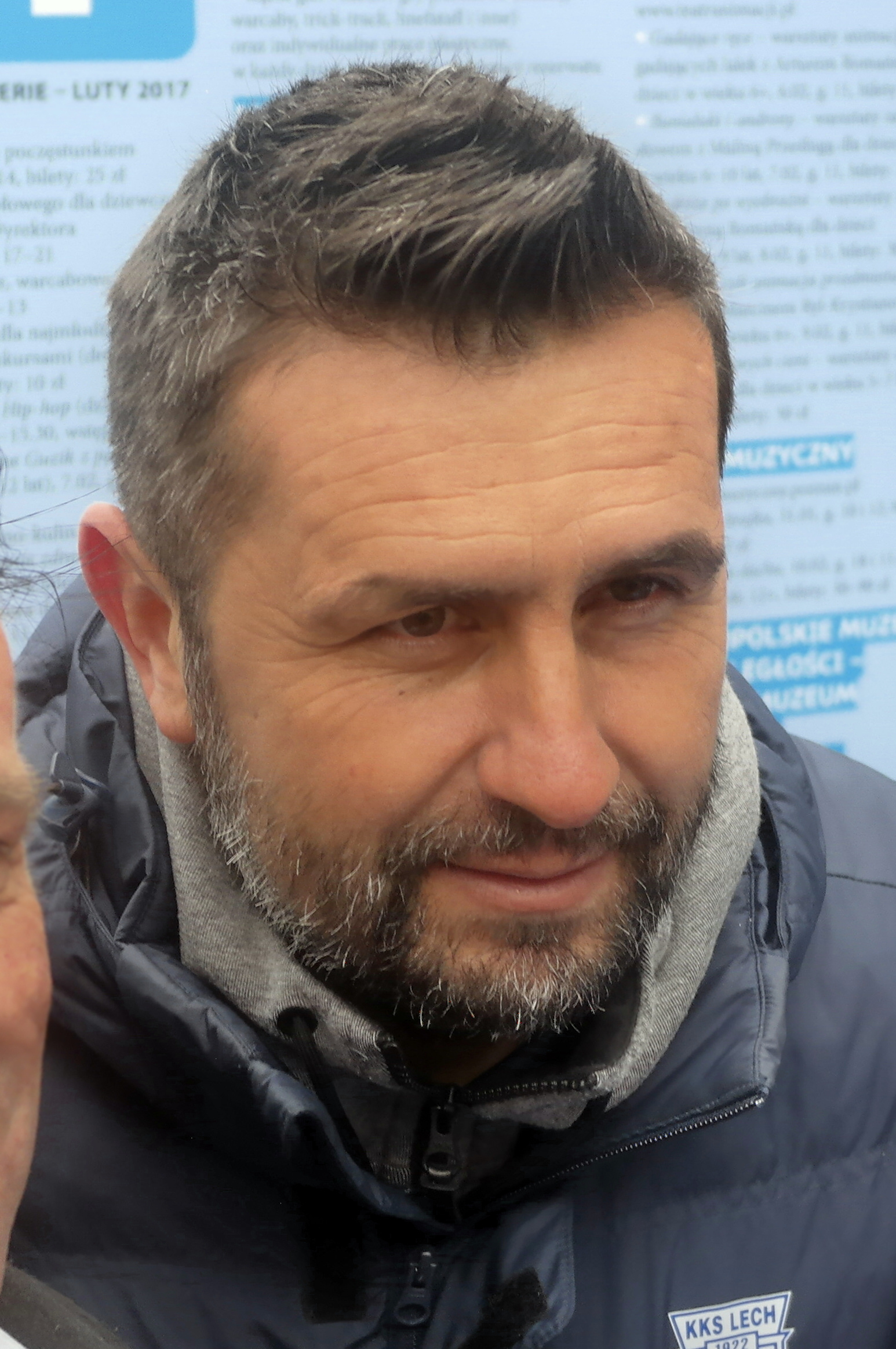
Nenad Bjelica (* 1971)

- Bjelik von Kornitz, Johann, mährischer Adliger, Oberlandeshauptmann von Schlesien
- Bjelik, Emmerich (1860–1927), römisch-katholischer Titularbischof von Thasus und apostolischer Feldvikar für Österreich-Ungarn (1911–1918)
- Bjelik, Mila (1914–1991), österreichische Malerin und Grafikerin
- Bjelik, Oleksij (* 1981), ukrainischer Fußballspieler
- Bjelinski, Bruno (1909–1992), jugoslawischer Komponist
- Bjeliš, Aleksa (* 1947), kroatischer Physiker
- Bjeliš, Mario (* 1976), kroatischer Handballspieler und -trainer
- Bjeljac, Bojana (* 1989), kroatische Leichtathletin
- Bjeljajew, Iwan (* 1935), sowjetisch-ukrainischer Leichtathlet
- Bjeljajew, Wolodymyr (1907–1990), sowjetischer Schriftsteller, Drehbuchautor und Journalist
- Bjelke, Amalia Holm (* 1995), schwedische Schauspielerin
- Bjelke, Henrik (1615–1683), dänisch-norwegischer Admiral
- Bjelke-Petersen, Johannes (1911–2005), australischer Politiker
- Bjelkevik, Annette (* 1978), norwegische Eisschnellläuferin
- Bjelkevik, Hedvig (* 1981), norwegische Eisschnellläuferin
- Bjelkina, Nadija (* 1990), ukrainische Biathletin
- Bjelkmark, Jonas (* 1987), schwedischer Radrennfahrer
- Bjelland, Andreas (* 1988), dänischer Fußballspieler
- Bjelland, Sveinung (* 1970), norwegischer Pianist
- Bjellånes, Karianne (* 1986), norwegische Skilangläuferin
- Bjelogrlić, Uroš (* 1996), serbischer Eishockeyspieler
- Bjelogrlić-Nikolov, Mirjana (* 1961), serbische Fernsehjournalistin und Autorin
- Bjelorussez, Jewhenija (* 1980), ukrainische Journalistin, Schriftstellerin und Fotografin
- Bjelowa, Nadija (* 1961), sowjetisch-ukrainische Biathletin und Biathlontrainerin
- Bjerendal, Gert (* 1955), schwedischer Bogenschütze
- Bjerendal, Göran (* 1951), schwedischer Bogenschütze
- Bjerg, Bov (* 1965), deutscher Schriftsteller und KabarettistBov Bjerg (* 1965)

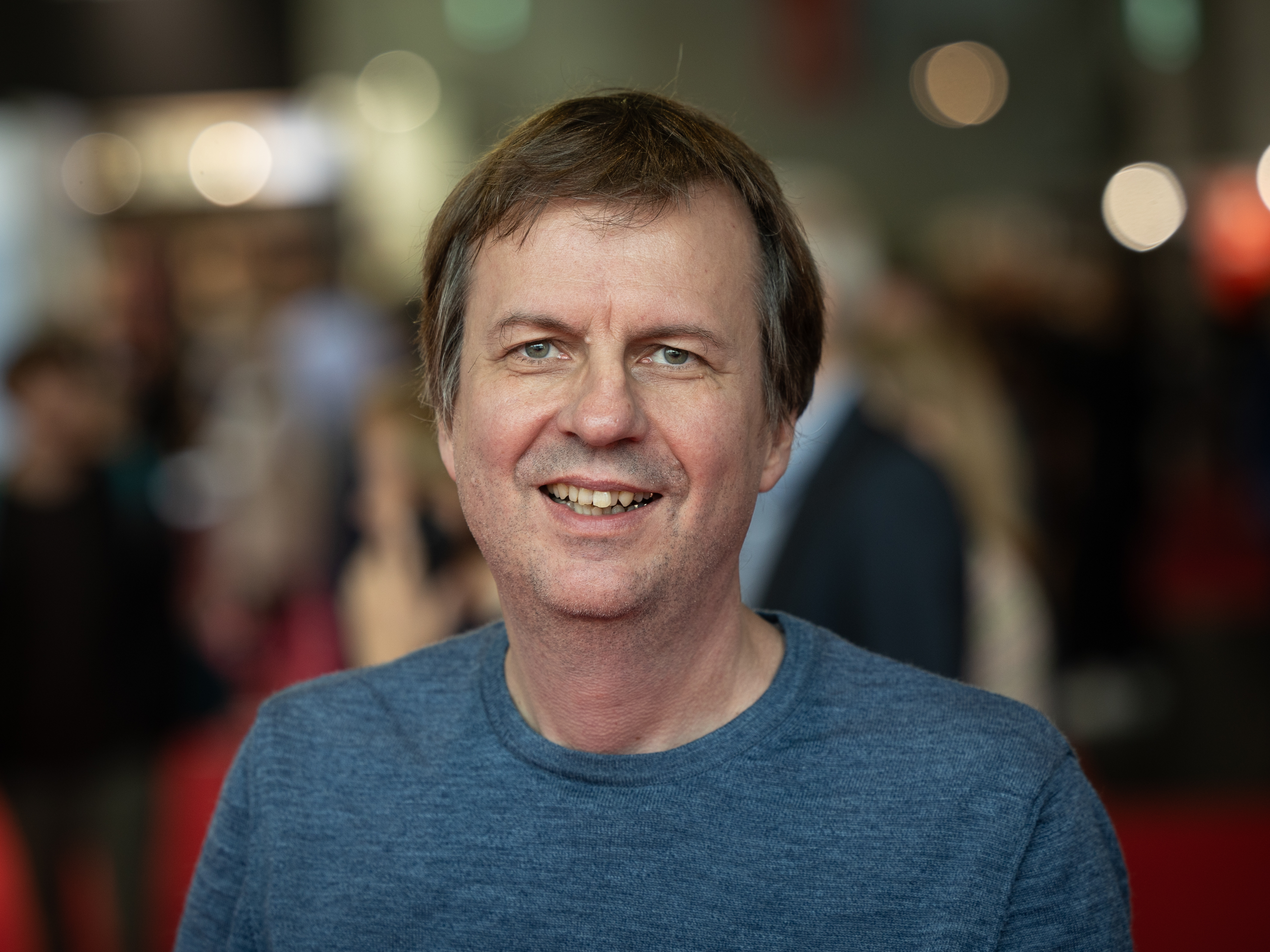
Bov Bjerg (* 1965)

- Bjerg, Marie (* 1988), dänische Fußballspielerin
- Bjerg, Mikkel (* 1998), dänischer Radsportler
- Bjerg, Søren (* 1996), dänischer E-Sportler, League-of-Legends-Spieler
- Bjerg, Svend Erik (1944–2023), dänischer Radrennfahrer
- Bjerge, Ivalu (* 2000), grönländische Handballspielerin
- Bjerkander, Clas (1735–1795), schwedischer Naturforscher
- Bjerke, André (1918–1985), norwegischer Schriftsteller und Lyriker
- Bjerke, Desirée (* 1971), norwegische Skeletonpilotin
- Bjerke, Espen Harald (* 1980), norwegischer Skilangläufer
- Bjerke, Ole (1881–1959), norwegischer Sportschütze
- Bjerke, Siri (1958–2012), norwegische Politikerin
- Bjerkeengen, Fredrik (* 1988), norwegischer Skispringer
- Bjerkeli, Håvard (* 1977), norwegischer Skilangläufer
- Bjerken, Braxton (* 2006), US-amerikanischer Schauspieler
- Bjerkestrand, Iver (* 1987), norwegischer Skirennläufer
- Bjerkestrand, Kjetil (* 1955), norwegischer Organist, Pianist und Filmmusikkomponist
- Bjerkholt, Aase (1915–2012), norwegische Politikerin der Arbeiderpartiet
- Bjerklund, Egil (1933–2022), norwegischer Eishockeyspieler
- Bjerknæs, Trond (* 1958), norwegischer Filmkomponist
- Bjerknes, Carl Anton (1825–1903), norwegischer Physiker und Mathematiker
- Bjerknes, Jacob (1897–1975), norwegisch-US-amerikanischer Meteorologe
- Bjerknes, Kristian (1901–1981), norwegischer Architekt
- Bjerknes, Vilhelm (1862–1951), norwegischer Physiker und Meteorologe
- Bjerkø, Kåre (* 1965), dänischer Komponist
- Bjerkrheim, Susann Goksør (* 1970), norwegische Handballspielerin
- Bjerland, Renate (* 1999), norwegische Volleyballspielerin
- Bjerre, Cecilie (* 2001), dänische Handballspielerin
- Bjerre, Jonas Buhl (* 2004), dänischer Schachspieler
- Bjerre, Marie (* 1986), dänische Politikerin (Venstre-Partei), Abgeordnete des dänischen FolketingsMarie Bjerre (* 1986)

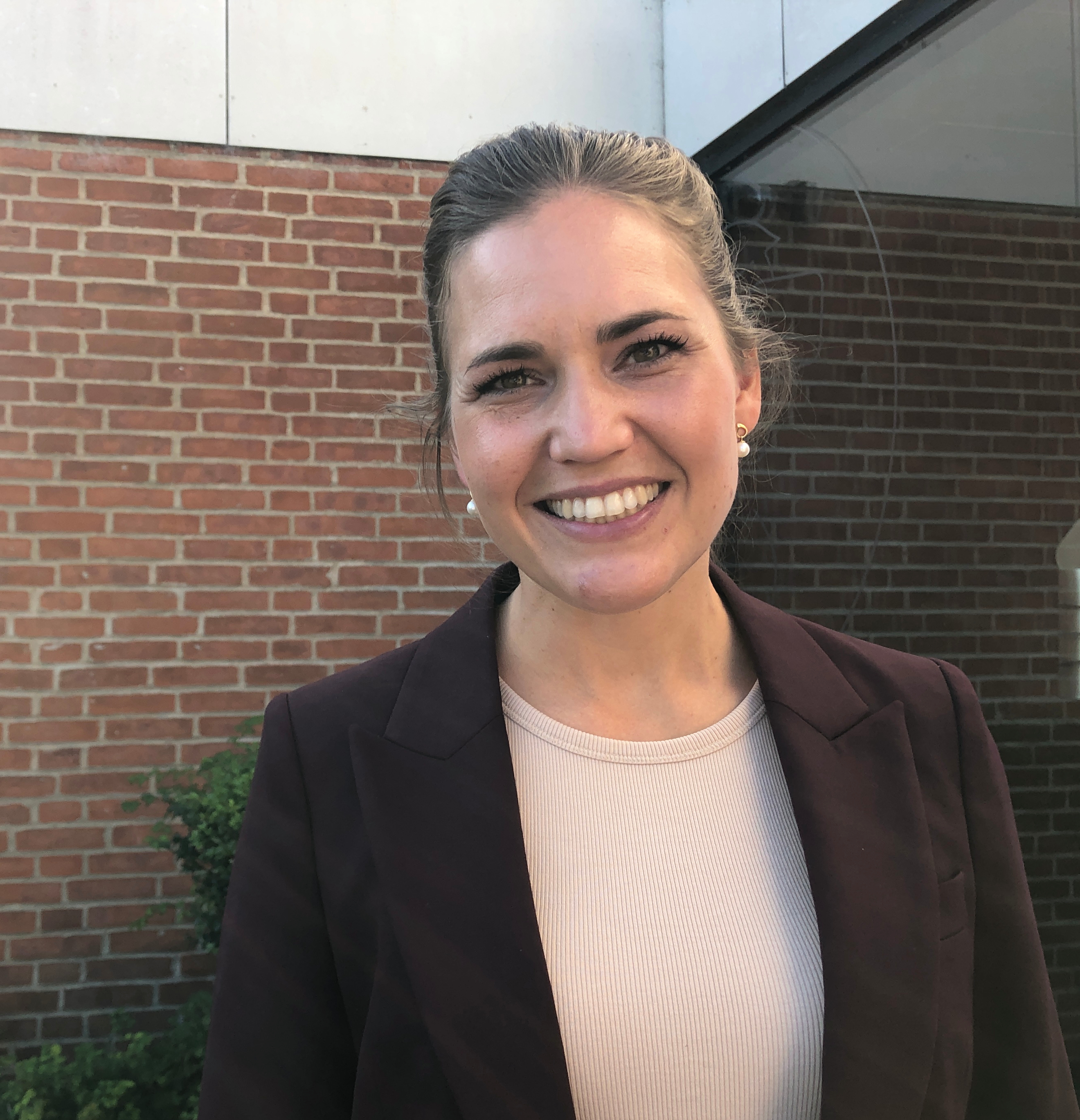
Marie Bjerre (* 1986)

- Bjerre, Morten (* 1972), dänischer Handballspieler
- Bjerre, Niels (1864–1942), dänischer Maler
- Bjerre, Sys (* 1985), dänische Singer-Songwriterin
- Bjerregaard, Benny (1934–1985), dänischer Schauspieler
- Bjerregaard, Carsten (* 1970), österreichischer Fußballspieler
- Bjerregaard, Helle (* 1968), dänische Fußballspielerin
- Bjerregaard, Henrik Anker (1792–1842), norwegischer Jurist und Dichter
- Bjerregaard, Jørn (* 1943), dänischer Fußballspieler und -trainer
- Bjerregaard, Niels (* 1970), dänischer Basketballspieler
- Bjerregaard, Ritt (1941–2023), dänische sozialdemokratische Politikerin, Mitglied des Folketing, EU-Kommissarin
- Bjerregaard, Stine (* 1986), dänische Schauspielerin
- Bjerrehuus, Fredrik (* 1990), dänischer Ringer
- Bjerring, Vilhelm (1805–1879), dänischer Romanist und Politiker
- Bjerrum, Hans (1899–1979), dänischer Hockeyspieler
- Bjerrum, Laurits (1918–1973), dänisch-norwegischer Ingenieur für Grundbau und Bodenmechanik
- Bjerrum, Niels Janniksen (1879–1958), dänischer Chemiker
- Bjerve, Petter Jakob (1913–2004), norwegischer Politiker (Arbeiterpartei), Finanzminister und Direktor des Zentralen Statistikbüros
- Bjervig, Espen (* 1972), norwegischer Skilangläufer
- Bjessjedin, Artem (* 1996), ukrainischer Fußballspieler

### Bjo
- Bjoerklund, Einar (* 1939), schwedischer Radrennfahrer
- Bjøl, Erling (1918–2023), dänischer Journalist, Historiker und Politikwissenschaftler
- Bjølgerud, Halfdan (1884–1970), norwegischer Hochspringer
- Bjoner, Ingrid (1927–2006), norwegische Opernsängerin
- Bjønness, Lars (* 1963), norwegischer Ruderer
- Bjøntegaard, Erlend (* 1990), norwegischer Biathlet
- Bjonviken, Tore (* 1975), norwegischer Skilangläufer
- Bjørang, Per (* 1948), norwegischer Eisschnellläufer
- Björck, Amalia (1880–1969), schwedische Schriftstellerin und Dichterin
- Björck, Anders (* 1944), schwedischer Politiker (Moderata samlingspartiet), Mitglied des Riksdag
- Björck, Fredrik (* 1979), schwedischer Fußballspieler
- Björck, Gudmund (1905–1955), schwedischer Klassischer Philologe
- Björck, Oscar (1860–1929), schwedischer Genre- und Porträtmaler
- Björck, Torsten (1915–2006), schwedischer Diplomat, Botschafter in Peru und Uruguay
- Bjørdal, Fredric Holen (* 1990), norwegischer Politiker
- Björeman, Carl (1924–2020), schwedischer Generalleutnant und Militärschriftsteller
- Bjøreng, Joacim Ødegård (* 1995), norwegischer Skispringer
- Björg Thorarensen (* 1966), isländische Richterin und Hochschullehrerin
- Bjørge, Mikkel (* 1986), norwegischer Skirennläufer
- Bjørgen, Marit (* 1980), norwegische SkilangläuferinMarit Bjørgen (* 1980)

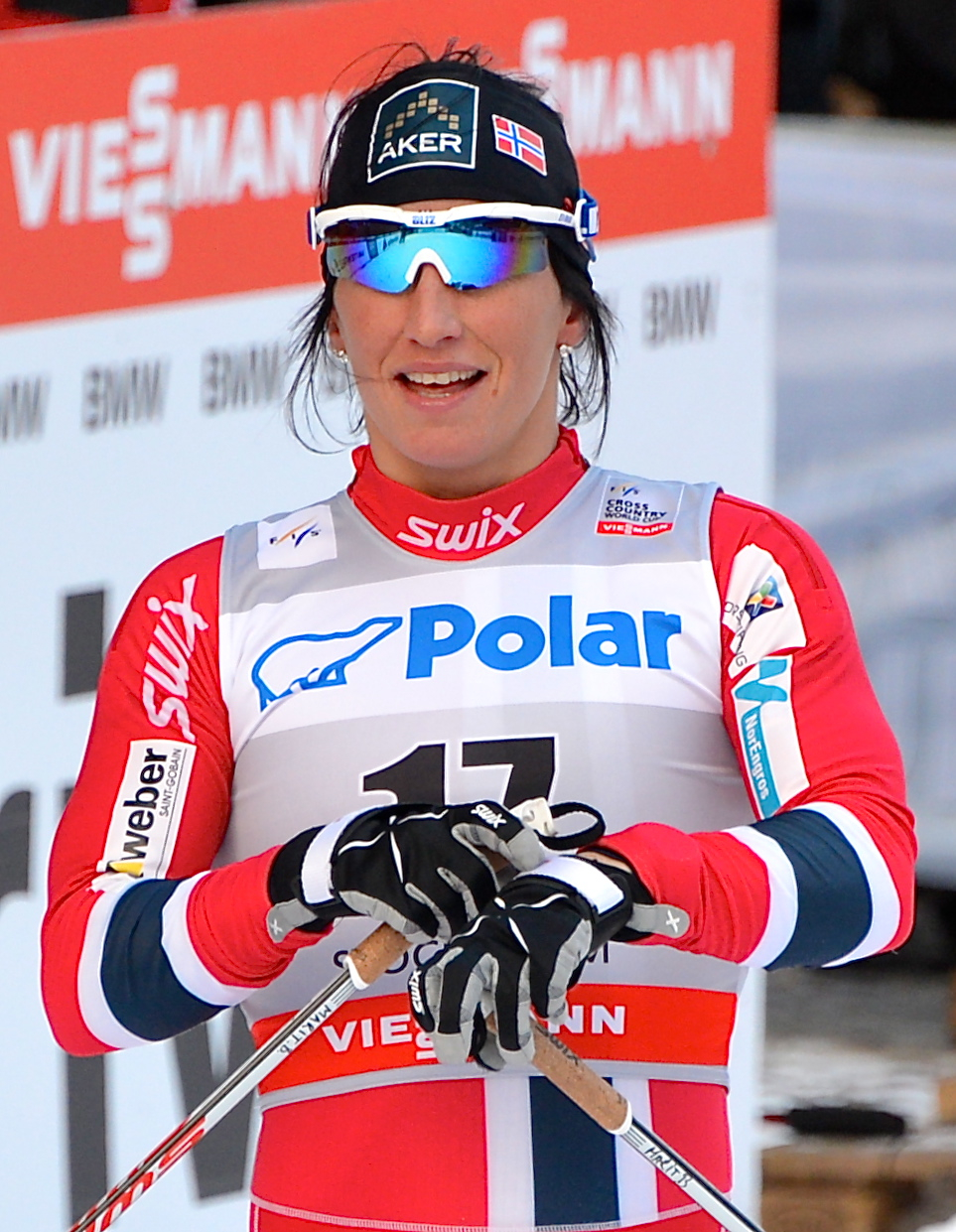
Marit Bjørgen (* 1980)

- Bjørgo, Tore (* 1958), norwegischer Polizeiwissenschaftler
- Björgólfur Guðmundsson (1941–2025), isländischer Unternehmer
- Björgólfur Thor Björgólfsson (* 1967), isländischer Unternehmer
- Bjørgvik Holm, Ole Julian (* 2002), norwegischer Eishockeyspieler
- Björgvin Björgvinsson (* 1980), isländischer Skirennläufer
- Björgvin Guðni Sigurðsson (* 1970), isländischer Politiker (Allianz)
- Björgvin Helgi Halldórsson (* 1951), isländischer Popsänger (Hafnarfjörður)
- Björgvin Páll Gústavsson (* 1985), isländischer Handballtorwart
- Björin, Chris (* 1947), schwedischer Pokerspieler
- Björk (* 1965), isländische MusikerinBjörk (* 1965)

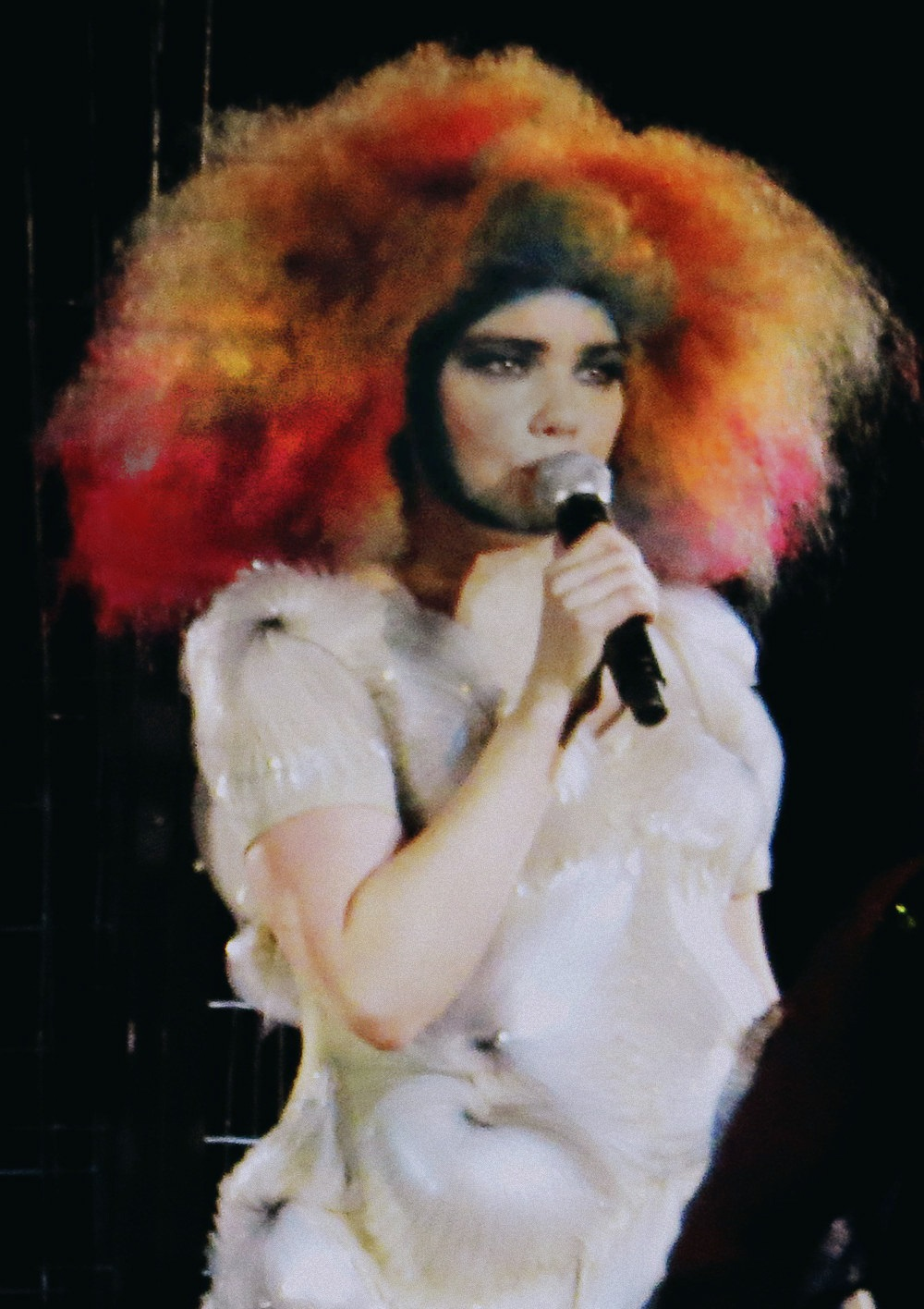
Björk (* 1965)

- Bjork, Anders (* 1996), US-amerikanischer Eishockeyspieler
- Björk, Anita (1923–2012), schwedische Theater- und Filmschauspielerin
- Bjork, Brant (* 1973), US-amerikanischer Rockmusiker, Musikproduzent und Chef eines Plattenlabels
- Björk, Gustav (* 1900), schwedischer Fußballspieler
- Björk, Halvar (1928–2000), schwedischer Schauspieler
- Björk, Hans (1925–2012), schwedischer Diplomat, Botschafter in Australien und Kuba
- Björk, June (* 2005), schwedische Tennisspielerin
- Björk, Kaj (1918–2014), schwedischer Schriftsteller und Diplomat, Botschafter in der Volksrepublik China und in Kanada
- Björk, Malin (* 1972), schwedische Politikerin (Vänsterpartiet), MdEP
- Björk, Thed (* 1980), schwedischer Rennfahrer
- Björk-Klevby, Inga (* 1944), schwedischer Diplomat, Botschafter in der Elfenbeinküste und Kenia
- Bjørkaas Thedin, Ylva (* 2002), norwegische Schauspielerin
- Bjørkan, Fredrik André (* 1998), norwegischer Fußballspieler
- Björkbom, Inger (* 1961), schwedische Biathletin
- Björke, Mats (* 1982), schwedischer Rockmusiker
- Bjørke, Nils T. (* 1959), norwegischer Agrarfunktionär und Politiker
- Bjorken, James (1934–2024), US-amerikanischer theoretischer Physiker
- Björkenheim, Raoul (* 1956), finnischer Jazzmusiker
- Björker, Leon (1900–1962), schwedischer Opernsänger (Bass)
- Bjørkli, Marit, norwegische Fußballspielerin
- Björklöf, Nils (1921–1987), finnischer Kanute
- Björklund, Artur (1892–1974), schwedischer Fußballschiedsrichter
- Björklund, Bill (1941–2018), schwedischer Fußballspieler
- Björklund, Elsa (1895–1970), schwedische Schwimmerin
- Björklund, Gösta (* 1907), schwedischer Radrennfahrer
- Björklund, Heléne (* 1972), schwedische Politikerin der Sveriges socialdemokratiska arbetareparti
- Bjørklund, Herman (1883–1960), norwegischer Tennisspieler
- Björklund, Irina (* 1973), finnische Schauspielerin und Sängerin
- Björklund, Jan (* 1962), schwedischer Politiker, Mitglied des Riksdag
- Björklund, Joachim (* 1971), schwedischer Fußballspieler
- Björklund, Karl-Gunnar (* 1953), schwedischer Fußballspieler und -trainer
- Björklund, Kristoffer (* 1978), schwedischer Fußballtorhüter
- Björklund, Leni (* 1944), schwedische sozialdemokratische Politikerin
- Björklund, Maggie, dänische Gitarristin
- Björklund, Mirjam (* 1998), schwedische Tennisspielerin
- Björklund, Richard (1897–1974), schwedischer Maler
- Björklund, Rolf (* 1938), schwedischer Fußballspieler
- Bjørklund, Terje (1945–2024), norwegischer Komponist, auch Jazzpianist
- Björklund, Timothy, US-amerikanischer Regisseur, Produzent und Animator
- Björkman, Carl (1869–1960), schwedischer Sportschütze
- Björkman, Christer (* 1957), schwedischer Fernsehproduzent und Sänger
- Björkman, Erik (1872–1919), schwedischer Anglist
- Björkman, Hannu-Pekka (* 1969), finnischer Schauspieler
- Björkman, Jonas (* 1972), schwedischer TennisspielerJonas Björkman (* 1972)

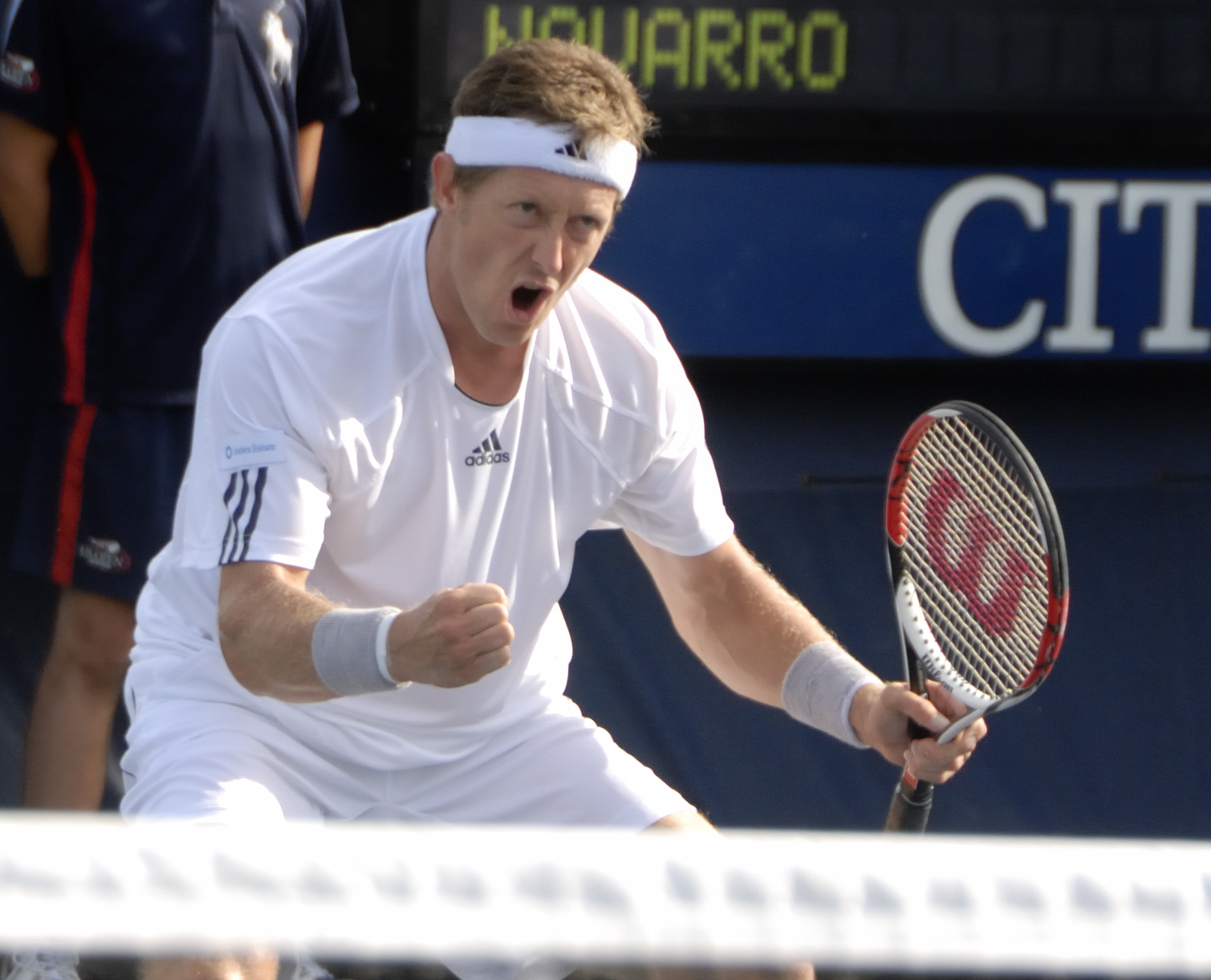
Jonas Björkman (* 1972)

- Bjorkman, Pamela J. (* 1956), US-amerikanische Biochemikerin und Molekularbiologin
- Bjorkman, Rube (* 1929), US-amerikanischer Eishockeyspieler und -trainer
- Björkman, Tönnes (1888–1959), schwedischer Sportschütze
- Björkman, Viktor (1868–1931), schwedischer Philologe und Hochschullehrer
- Björkman, Walther (1896–1996), deutsch-schwedischer Orientalist
- Björknesjö, Roberth (* 1973), schwedischer Fußballspieler und -trainer
- Bjørkøe, Christina (* 1970), dänische Pianistin
- Björkquist, Manfred (1884–1985), schwedischer Bischof und Führer der schwedischen Erweckungs- und Erneuerungsbewegung ungkyrkorörelsen
- Björkqvist, Markus (* 2003), schwedischer Fußballspieler
- Björkson, Snorre (* 1968), plattdeutscher Autor, Regisseur und Musiker
- Björkstén, Emilie (1823–1896), finnlandschwedische Dichterin
- Björkstén, Ferdinand (1835–1897), Architekt, Kupferstecher und Maler
- Björkstén, Waldemar (1873–1933), finnischer Segler
- Björkstrand, Jimmy (* 1979), schwedischer Goalballspieler
- Bjorkstrand, Oliver (* 1995), dänischer Eishockeyspieler
- Bjorkstrand, Patrick (* 1992), dänischer Eishockeyspieler
- Bjorkstrand, Todd (* 1962), US-amerikanischer Eishockeyspieler und -trainer
- Björkström, Lars Sigurd (* 1943), brasilianischer Segler
- Bjørkum, Erik (* 1965), norwegischer Segler
- Björlin, Adolf Fredrik (1837–1915), schwedischer Maler der Düsseldorfer Schule
- Bjorlin, Nadia (* 1980), US-amerikanische Schauspielerin und Sängerin
- Björlin, Risto (* 1944), finnischer Ringer
- Björlin, Ulf (1933–1993), schwedischer Komponist, Arrangeur und Dirigent
- Björling, Ewa (* 1961), schwedische Politikerin (Moderata samlingspartiet), Mitglied des Riksdag und Ministerin
- Björling, Gunnar (1887–1960), finnischer Lyriker
- Björling, Jannike (* 1966), schwedisches Model
- Björling, Johan Alfred (* 1871), schwedischer Polarforscher
- Björling, Jussi (1911–1960), schwedischer Opernsänger (Tenor)Jussi Björling (1911–1960)

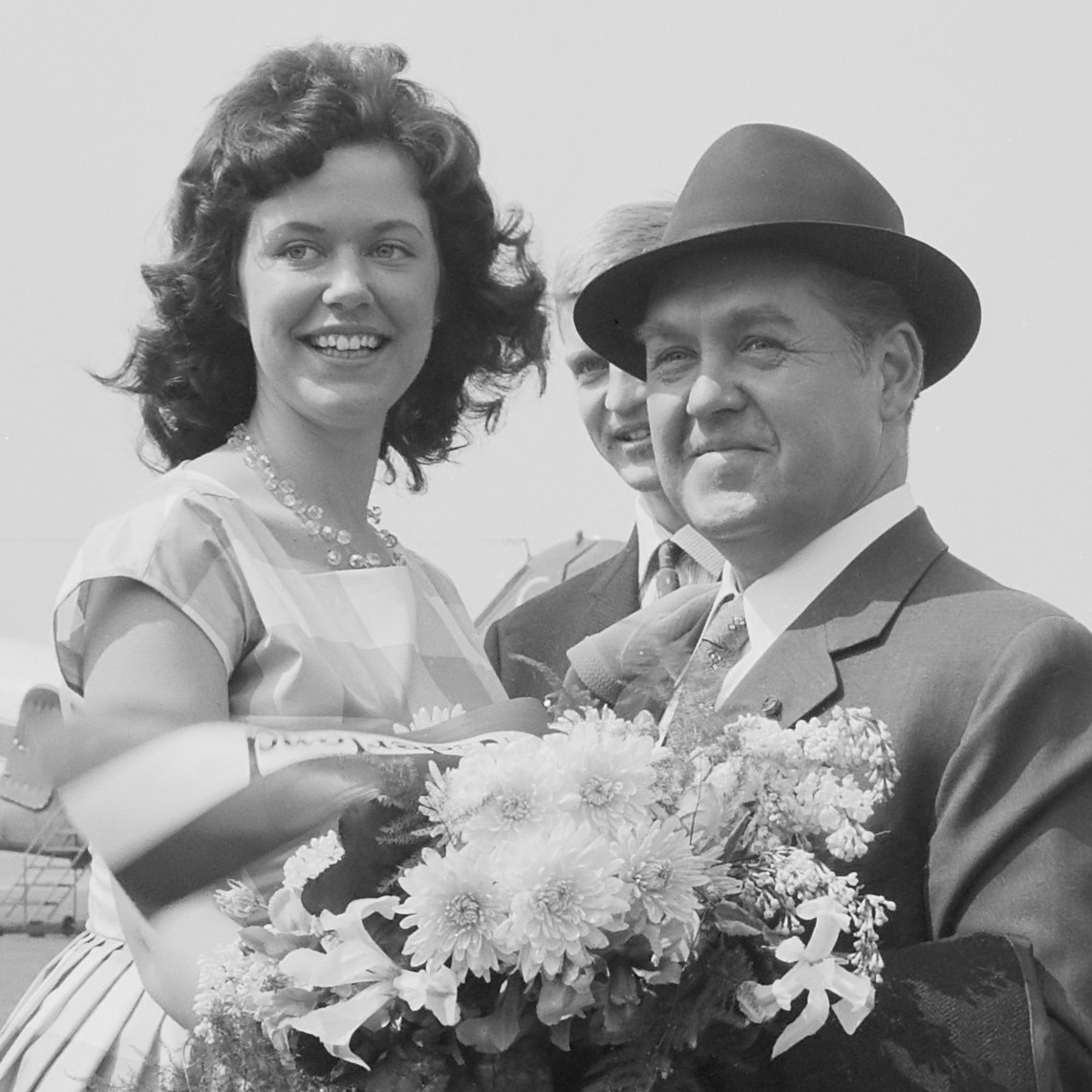
Jussi Björling (1911–1960)

- Björling, Renée (1898–1975), schwedische Schauspielerin
- Björling, Sigurd (1907–1983), schwedischer Opernsänger (Bassbariton)
- Bjørlo, Alfred (* 1972), norwegischer Politiker (Venstre)
- Björn, schwedischer König aus dem sagenhaften Wikinger-Geschlecht der Munsö
- Björn, Wikingerhäuptling
- Bjǫrn Ásbrandsson, Jomswikinger und wikingerzeitlicher Einwanderer Nordamerikas
- Björn Bergmann Sigurðarson (* 1991), isländischer Fußballspieler
- Björn Bjarman (1923–2005), isländischer Schriftsteller
- Björn Bjarnason (* 1944), isländischer Politiker (Unabhängigkeitspartei) und Journalist
- Björn Björnsson (1909–1998), isländischer Propagandist der Waffen-SS
- Björn Blöndal (1902–1987), isländischer Schriftsteller
- Björn der Alte, König von Schweden
- Björn Estridsson († 1049), Earl in den East Midlands
- Björn Gunnlaugsson (1788–1876), isländischer Kartograf
- Björn Jakobsson (* 1981), isländischer Eishockeyspieler
- Bjǫrn járnsíða, dänischer Wikingerführer
- Björn Jónsson (1846–1912), isländischer Politiker
- Björn Leví Gunnarsson (* 1976), isländischer Informatiker und Politiker (Píratar)
- Björn Magnússon Ólsen (1850–1919), isländischer Philologe
- Björn Olgeirsson (* 1962), isländischer Skirennläufer
- Björn Olsen (* 1946), isländischer Skirennläufer
- Björn Sigurðarson (* 1994), isländischer Eishockeyspieler
- Björn Þór Ólafsson (* 1941), isländischer Skispringer und Nordischer Kombinierer
- Björn Þórðarson (1879–1963), isländischer Politiker
- Björn Valur Gíslason (* 1959), isländischer Politiker (Links-Grüne Bewegung)
- Bjørn, Atli (1933–1993), dänischer Jazzmusiker (Piano, Komposition)
- Björn, Evert (1888–1974), schwedischer Leichtathlet
- Björn, Hanna (* 1991), schwedische Schauspielerin
- Bjørn, Jan Christian (* 1984), norwegischer Nordischer Kombinierer
- Bjorn, Kristen (* 1957), britischer Filmregisseur
- Bjørn, Kristian (1919–1993), norwegischer Skilangläufer
- Björn, Lars (1931–2024), schwedischer Eishockeyspieler
- Björn, Nathalie (* 1997), schwedische FußballspielerinNathalie Björn (* 1997)

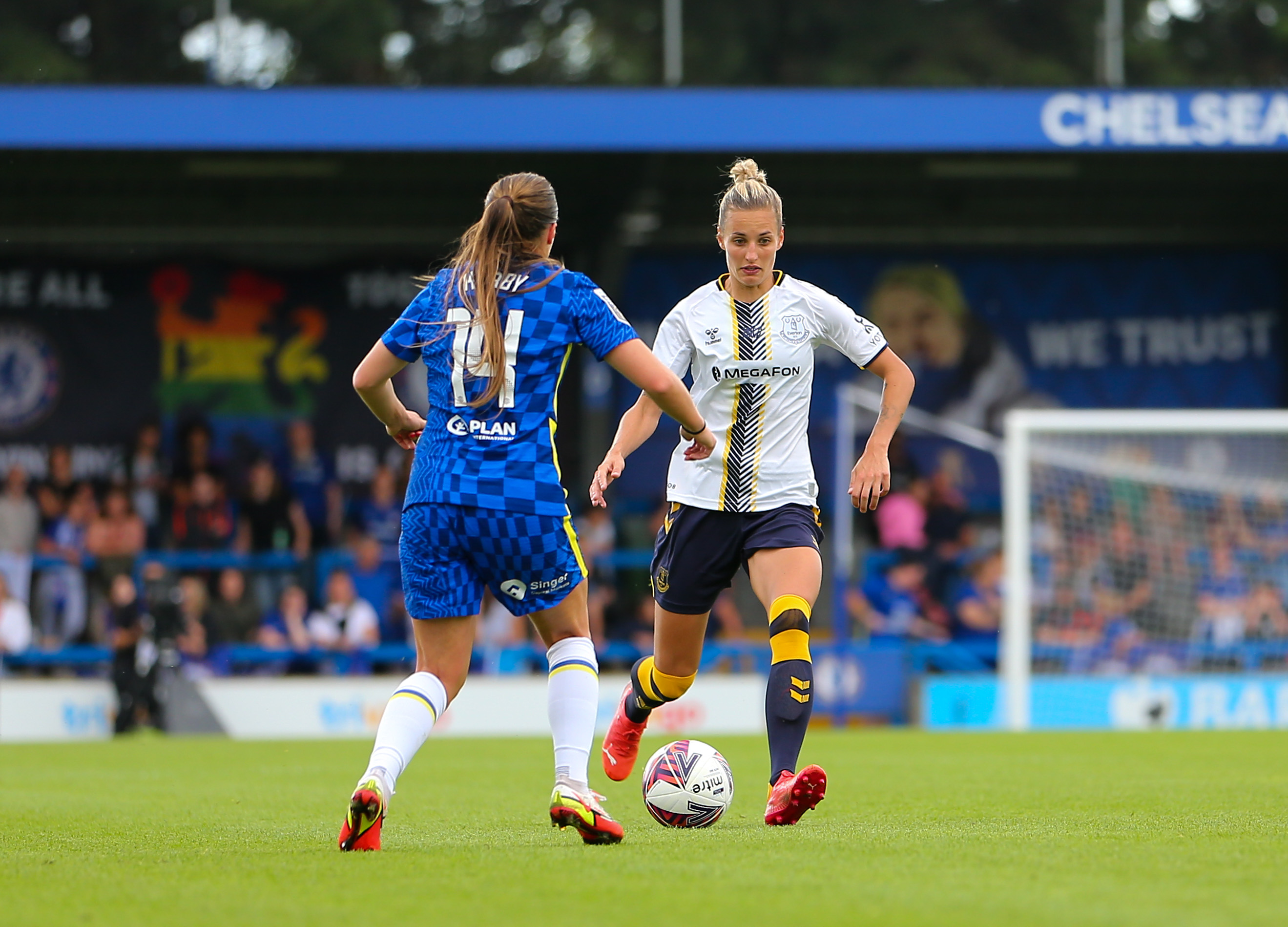
Nathalie Björn (* 1997)

- Bjørn, Per, norwegischer Nordischer Kombinierer
- Bjørn, Svarta, norwegische Köchin
- Bjørn, Thomas (* 1971), dänischer Golfer
- Bjørn, Torgeir (* 1964), norwegischer Skilangläufer
- Bjørnås, Kine Beate (* 1980), norwegische Skilangläuferin
- Bjornbak, Charlotte, dänische Schauspielerin und Filmschaffende
- Bjørnbakken, Inger (1933–2021), norwegische Skirennläuferin
- Bjørnbo, Axel Anthon (1874–1911), dänischer Mathematikhistoriker
- Bjørndalen, Dag (* 1970), norwegischer Biathlet
- Bjørndalen, Ida (* 1983), norwegische Handballspielerin
- Bjørndalen, Ole Einar (* 1974), norwegischer Biathlet und aktiver BiathlontrainerOle Einar Bjørndalen (* 1974)

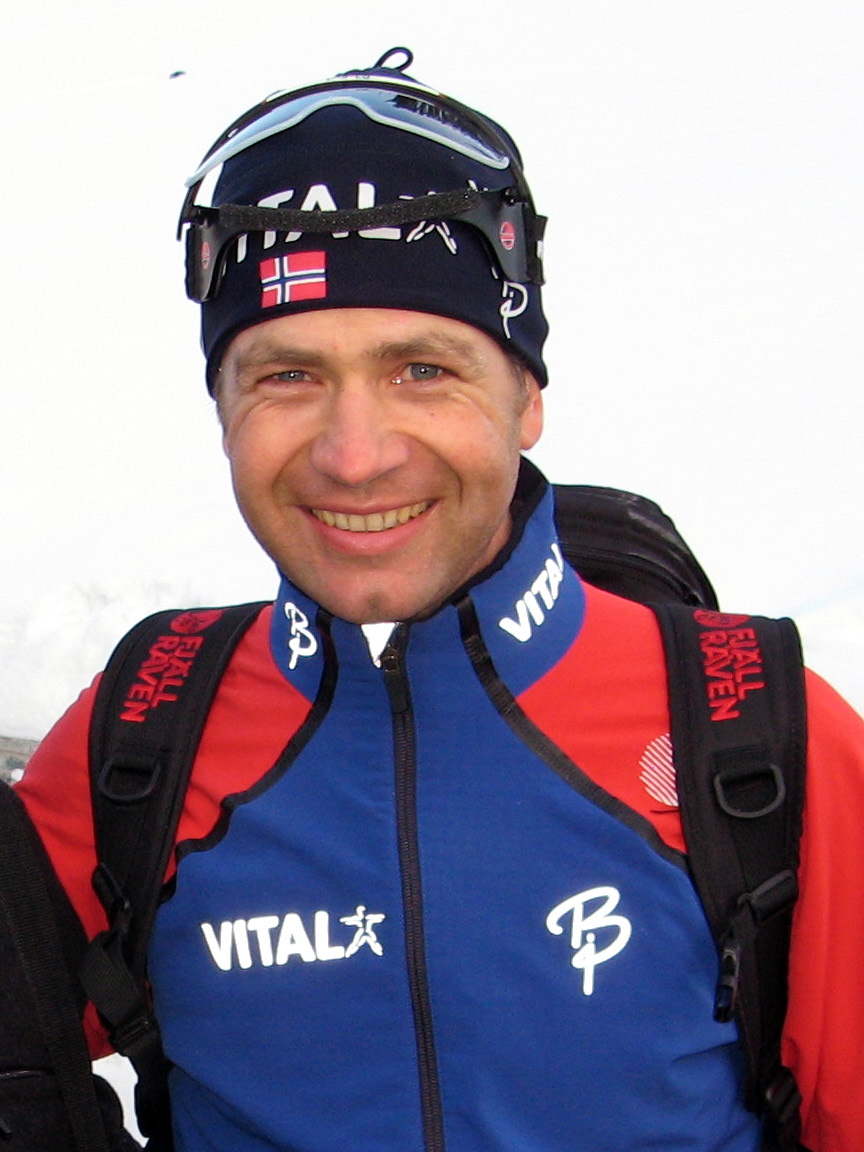
Ole Einar Bjørndalen (* 1974)

- Bjørnebekk-Waagen, Elise (* 1990), norwegische Politikerin
- Bjørneboe, Jens (1920–1976), norwegischer Schriftsteller und Dramatiker
- Bjørneboe, Liv-Benedicte (* 1965), norwegische Organistin, Komponistin und Kantorin
- Bjørnebye, Jo Inge (1946–2013), norwegischer Skispringer
- Bjørnebye, Stig Inge (* 1969), norwegischer Fußballspieler und -trainer
- Björner, Anders (* 1947), schwedischer Mathematiker
- Bjørnflaten, Anne Marit (* 1969), norwegische Politikerin
- Bjørnholt, Margunn (* 1958), norwegische Soziologin und Ökonomin
- Bjornlie, Dan (* 1977), US-amerikanischer Eishockeyspieler
- Bjørnlund, Carsten (* 1973), dänischer Schauspieler
- Björnlund, Jesper (* 1985), schwedischer Freestyle-Skisportler
- Bjørnmose, Ole (1944–2006), dänischer Fußballspieler
- Bjørnøy, Helen (* 1954), norwegische Pfarrerin und Politikerin (SV)
- Björnram, Andreas Laurentii (1520–1591), schwedischer lutherischer Erzbischof
- Bjornsen, Erik (* 1991), US-amerikanischer Skilangläufer
- Bjørnsen, Hartmann (1889–1974), norwegischer Turner
- Bjørnsen, Kristian (* 1989), norwegischer Handballspieler
- Bjørnsen, Lars Erik (* 1982), norwegischer Handballspieler
- Bjørnsen, Susann (* 1993), norwegische Schwimmerin
- Bjørnseth, Finn (1924–1973), norwegischer Schriftsteller
- Bjørnsgaard, Marthe (* 1993), norwegische Skilangläuferin
- Bjørnson, Bjørn (1859–1942), norwegischer Schauspieler, Regisseur, Dramatiker und Theaterintendant
- Bjørnson, Bjørnstjerne (1832–1910), norwegischer Dichter und PolitikerBjørnstjerne Bjørnson (1832–1910)

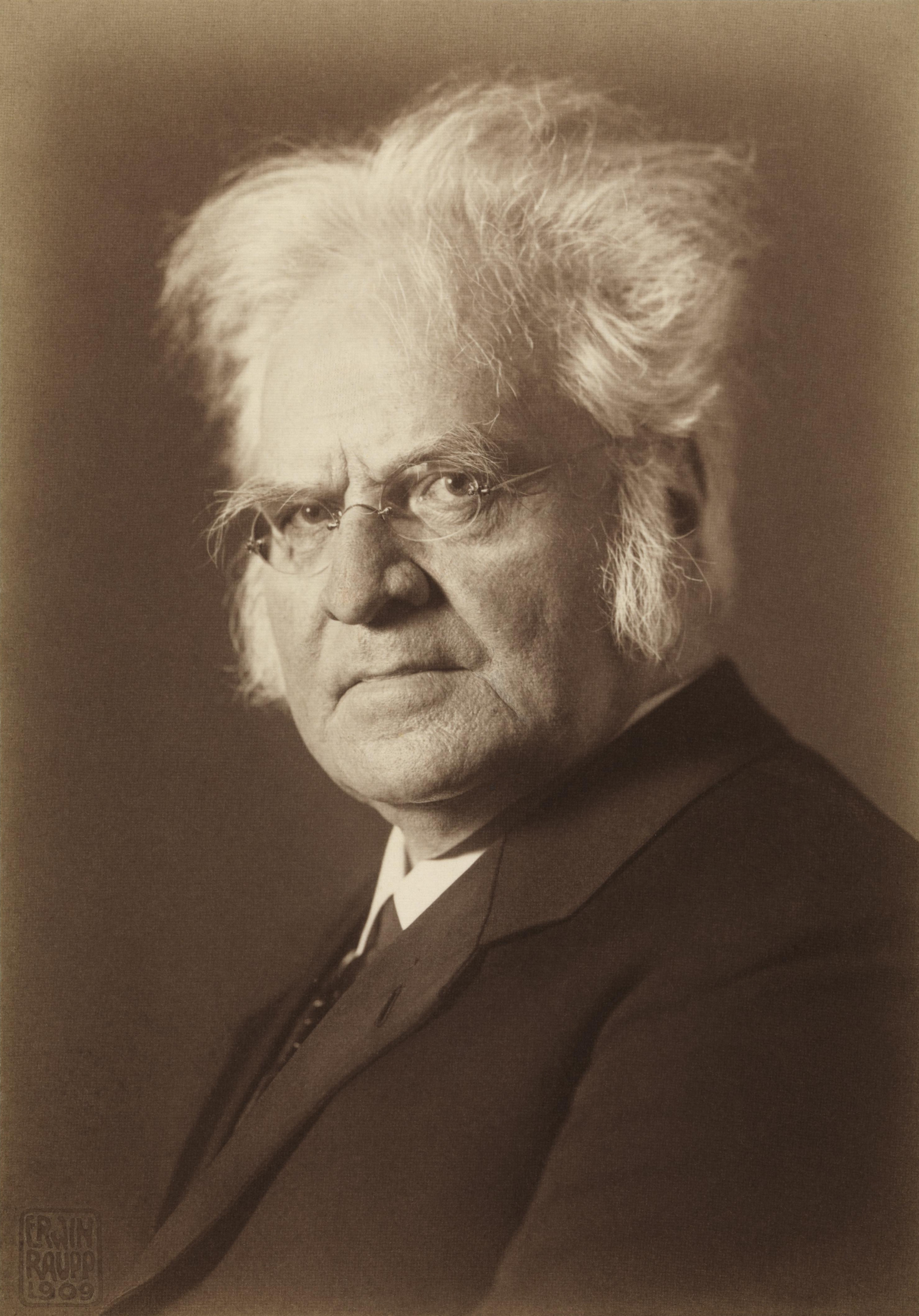
Bjørnstjerne Bjørnson (1832–1910)

- Bjørnstad, Espen (* 1993), norwegischer Skispringer und Nordischer Kombinierer
- Bjørnstad, Eugen (1909–1992), norwegischer Autorennfahrer
- Bjørnstad, Hans (1928–2007), norwegischer Skispringer
- Bjørnstad, Jørgen (1894–1942), norwegischer Turner
- Bjørnstad, Ketil (* 1952), norwegischer Schriftsteller, Lyriker, Komponist und PianistKetil Bjørnstad (* 1952)

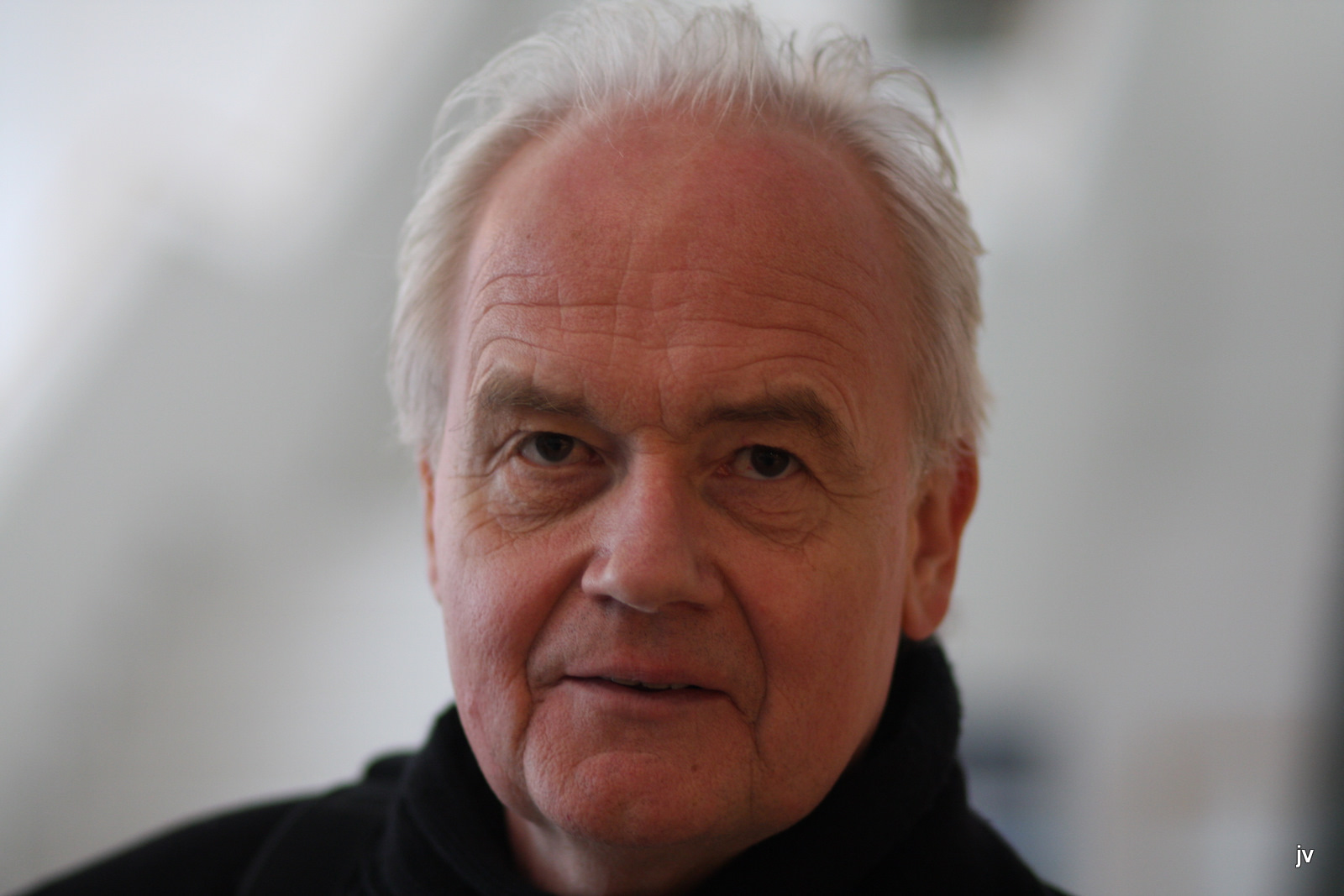
Ketil Bjørnstad (* 1952)

- Bjørnstad, Olaf B. (1931–2013), norwegischer Skispringer
- Bjørnstad, Olav (1882–1963), norwegischer Ruderer
- Bjørnstad, Per, norwegischer Skispringer
- Bjørnstad, Sivert (* 1990), norwegischer Politiker
- Bjørnstad, Tor Halvor (* 1978), norwegischer Biathlet, Skilangläufer, Radsportler und Wintertriathlet
- Björnståhl, Jakob Jonas (1731–1779), schwedischer Hochschullehrer, Sprachforscher
- Björnstjerna, Magnus (1779–1847), schwedischer General, Diplomat und Schriftsteller
- Björnstrand, Gunnar (1909–1986), schwedischer Schauspieler
- Björnström, Axel (* 1995), schwedischer Fußballspieler
- Björnström, Jacob (1881–1935), finnischer Segler
- Bjørnvig, Thorkild (1918–2004), dänischer Lyriker, Schriftsteller und Übersetzer deutscher Lyrik
- Bjørø, Ingebrigt (1879–1944), norwegischer Politiker der Kristelig Folkeparti
- Björquist, Karin (1927–2018), schwedische Designerin
- Bjørseth, Carl Henrik (* 1968), norwegischer Orientierungsläufer
- Bjørseth, Thea Minyan (* 2003), norwegische Nordische Kombiniererin
- Björt Ólafsdóttir (* 1983), isländische Politikerin (Björt framtíð)
- Bjørtomt, Pål-Håkon (* 2000), norwegischer Skispringer
- Bjørvig, Paul (1857–1932), norwegischer Jäger, Matrose und Polarforscher

### Bju
- Bjugstad, Nick (* 1992), US-amerikanischer Eishockeyspieler
- Bjugstad, Scott (* 1961), US-amerikanischer Eishockeyspieler
- Bjur, Ole (* 1968), dänischer Fußballspieler
- Bjurberg, Erik (1895–1976), schwedischer Radrennfahrer
- Bjurberg, Hjalmar, schwedischer Radrennfahrer
- Bjurling, Björn (* 1979), schwedischer Eishockeytorwart
- Bjurner, Anders (* 1943), schwedischer Diplomat, Botschafter in Italien
- Bjurstrøm, Hanne (* 1960), norwegische Juristin und Politikerin der Arbeiderpartiet (Ap)
- Bjurström, Rune (1912–1996), schwedischer Geher
- Bjurwald, Lisa (* 1978), schwedische Journalistin und Autorin